# Molina (Chili)
Pour les articles homonymes, voir Molina.
Molina est une ville et une commune du Chili faisant partie de la province de Curicó elle-même rattachée à la région du Maule.
.

## Géographie
La commune de Molina est située au sud de la Vallée Centrale du Chili. Sa partie orientale s'étend jusque dans la Cordillère des Andes et la frontière avec l'Argentine. Molina se trouve à 194 kilomètres à vol d'oiseau au sud de la capitale Santiago et à 48 kilomètres au nord-est de Talca capitale de la région du Maule.

## Démographie
En 2012, la population de la commune s'élevait à 40 329 habitants. La superficie de la commune est de 1 551 km2 (densité de 26 hab./km2). 27 % de la population de la commune habite dans la zone rurale pour un total de 73 % (28 232 habitants) dans l'agglomération urbaine.

## Économie
Molina est un principaux centres de production de vin chilien de qualité. On y cultive également des vergers qui produisent des pommes, des poires et des kiwis qui sont exportés.

## Économie et tourisme

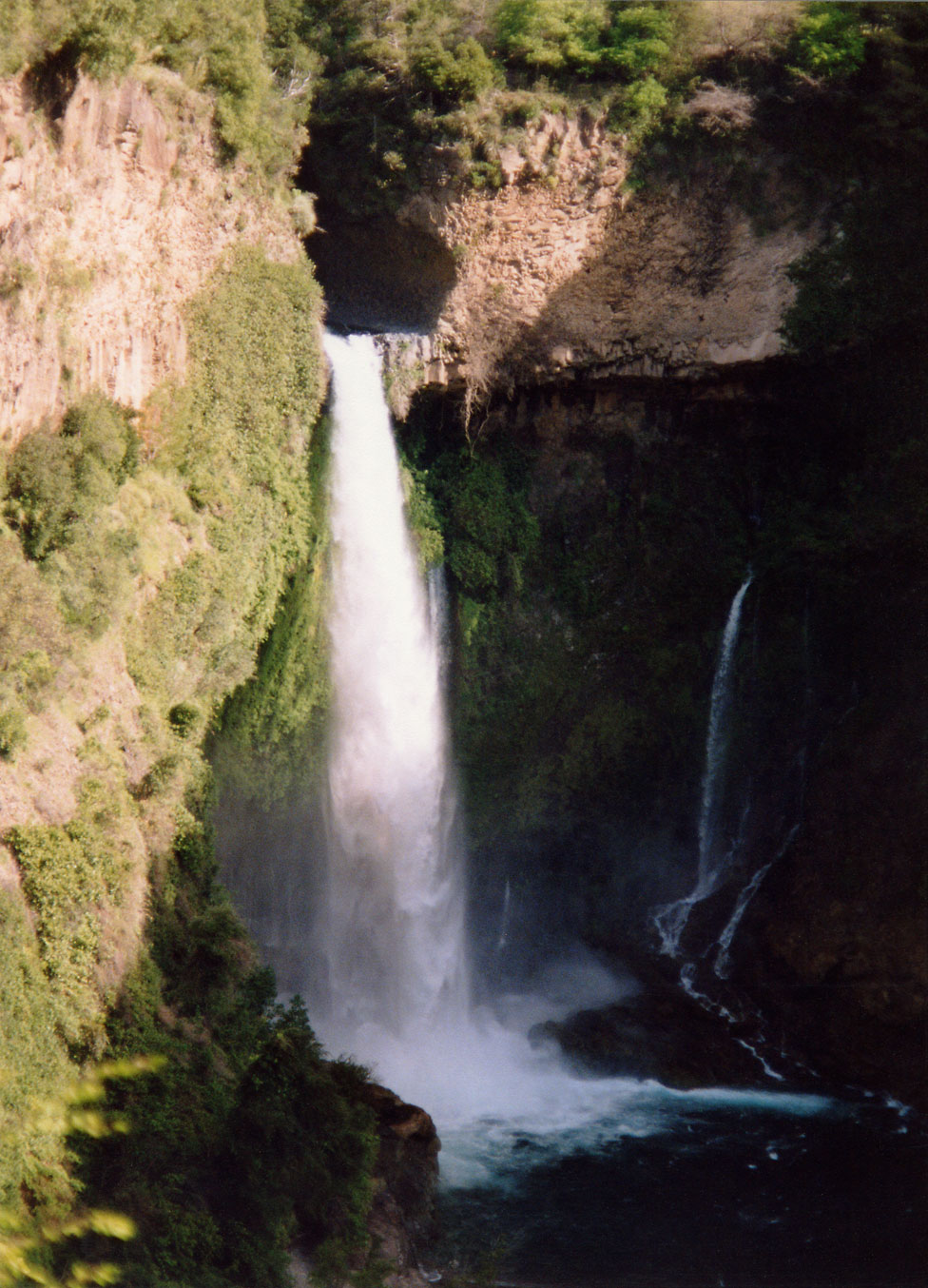
Chute de Velo de la Novia .
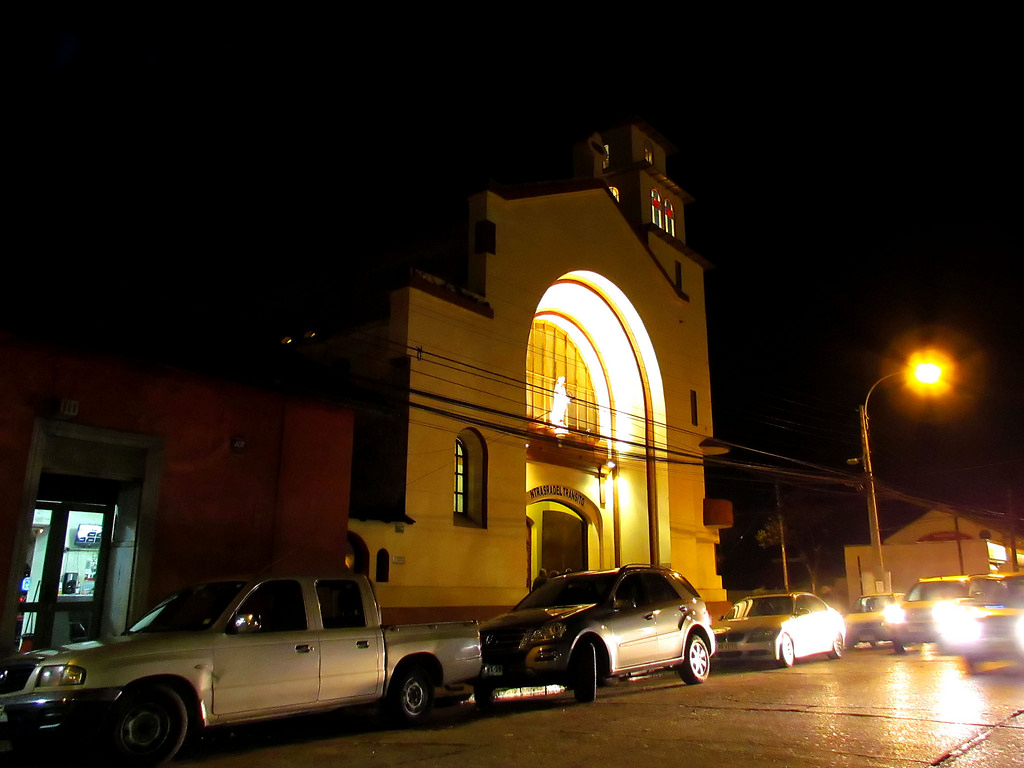
Église de Molina.

## Personnalités liées
- Nelson Tapia (né à Molina en 1966), footballeur et gardien de but chilien.

Position de Molina (en rouge) au sein de la région du Maule.